# Mulona piperita
Mulona piperita là một loài bướm đêm thuộc phân họ Arctiinae, họ Erebidae.